# 니시야마촌 (후쿠시마현)
니시야마촌(西山村)은 후쿠시마현 오누마군에 있던 촌이다. 1955년 3월 31일 니시야마촌, 야나이즈정 등 2개 정·촌이 합병하여 야나이즈정이 새롭게 설치되고 폐지되었다.

## 역사
- 1940년 4월 1일 - 나카노가와촌, 히가시카와촌이 합병해 성립하였다.
- 1955년 3월 31일 - 니시야마촌과 가와누마군 야나이즈정 등 2개 정·촌이 합병하여 새로운 야나이즈정이 설치되고, 니시야마촌 등은 폐지되었다.

## 참고 문헌
- 角川日本地名大辞典 7 福島県